# Улица Маза Смилшу
Улица Ма́за Сми́лшу (латыш. Mazā Smilšu iela, Малая Песочная) — улица в Риге, в историческом районе Старый город. Ведёт от улицы Вальню до улицы Смилшу. Длина улицы — 179 метров.

## История
Впервые упоминается в 1409 году. Первоначально шла по берегу реки Риги (ныне засыпанного рукава Даугавы), в XVII веке была продлена до улицы Вальню.

## Достопримечательности

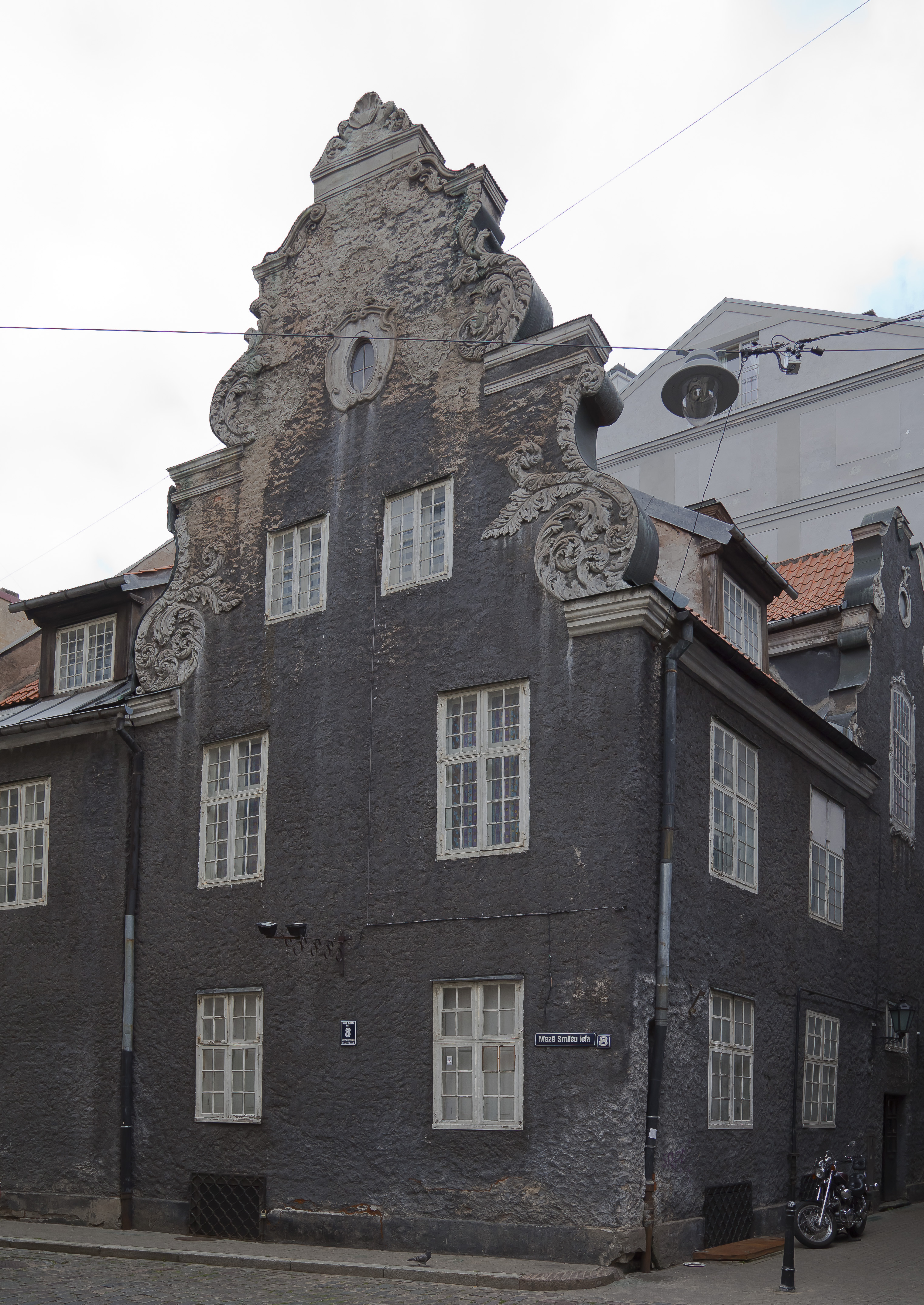
Улица Маза Смилшу, 8. Перестройка дома XVIII века по проекту В.Шервинского.

- д. 7/9 — Доходный дом (1909, архитектор Фридрих Шеффель).
- д. 8 — Жилой дом (XVIII век). Изначально он был невысоким и узким, всего в два окна, им владели фон Ливены. К началу XX века дом обветшал, и его владелец барон Феликс фон Ливен пожаловался в Рижскую строительную управу, что из-за строительства на соседнем участке здания его имуществу нанесён большой урон: в стенах появились трещины. После Первой Мировой войны дом перешёл в собственность Александра Бонга, который его расширил по проекту архитектора Николая Норда, пристроив со стороны соседнего участка небольшой магазин, сданный под продуктовую лавку Андрея Земниекса. В 1931 году дом приобрела за 35 тысяч латов русская студенческая корпорация Fraternitas Arctica, для которой архитекторы Владимир Шервинский и Александр Трофимов разработали проект реконструкции. Фасады были перестроены в формах барокко XVIII века, в подвале были оборудованы склад, котельная и склад угля, туалет и ванная. На первом этаже открыли лавку и приёмную для филистров, на втором — просторный зал и столовую, на третьем — библиотеку. С 1932 по 1940 год в доме находилась штаб-квартира корпорации. После Великой Отечественной войны здесь разместилось Рижское хореографическое училище, в котором учились Михаил Барышников, Александр Годунов[2].
- д. 10 — Жилой дом (XVII век, перестроен в доходный дом с магазинами в 1923 году).
- д. 11 — Жилой дом (XVII—XVIII века)
- д. 12 — Доходный дом (1894, архитектор Карл Юхан Фельско, отремонтирован в 2002 году по проекту архитектора Юриса Паэгле).
- д. 13 — Жилой дом (XVII—XVIII века, перестроен в XIX веке)
- д. 15 — Жилой дом (XVIII век, перестроен в 1914 году архитектором Генрихом Девендруссом)
- д. 17 — Жилой дом Мура (XVIII век, перестроен в XIX веке)

На углу с улицей Марсталю (Марсталю, д. 10) находится Дом с чёрными котами (1909, архитектор Ф. Шеффель).